# Anrosey
Anrosey é uma comuna francesa na região administrativa de Grande Leste, no departamento de Haute-Marne. Estende-se por uma área de 11,04 km². Em 2010 a comuna tinha 124 habitantes (densidade: 11,2 hab./km²).